# Cleomenes II van Sparta
Cleomenes II (Grieks: Κλεομένης) was van 370 tot 310 v.Chr. koning van Sparta, uit de dynastie van de Agiaden.
Cleomenes was een zoon van Cleombrotus I. Hoewel hij uitzonderlijk lang regeerde is er over hem bijzonder weinig bekend.